# NGC 6703
NGC 6703 ist eine elliptische Galaxie vom Hubble-Typ E-S0 im Sternbild Leier am Nordsternhimmel. Sie ist schätzungsweise 116 Millionen [Lichtjahr]e von der Milchstraße entfernt.
Das Objekt wurde am 4. September 1863 von Heinrich d’Arrest entdeckt.